# Пушка (Архангельская область)
Пушка — деревня в Шенкурском районе Архангельской области. Входит в состав муниципального образования «Шеговарское».

## География
Деревня расположена в южной части Архангельской области, в таёжной зоне, в пределах северной части Русской равнины, в 37 километрах на север от города Шенкурска, на левом берегу реки Вага. Ближайшие населённые пункты: на юге деревни Черепаха и Абрамовская, на севере деревня Песенец.
Часовой пояс
Пушка, как и вся Архангельская область, находится в часовой зоне МСК (московское время). Смещение применяемого времени относительно UTC составляет +3:00.

## Население
| 2002 | 2010 | 2012 |
| ---- | ---- | ---- |
| 50   | ↘26  | ↗32  |

## История
Указана в «Список населенных мест Архангельской губернии на 1 мая 1922 года» как Пушкин Выселок. Насчитывала 6 дворов, 14 мужчин и 15 женщин. В административном отношении деревня входила в состав Никольского сельского общества Шеговарской волости Шенкурского уезда.